# Viverrinae
Sous-famille
Les Viverrinés (Viverrinae) sont une sous-famille de mammifères carnivores féliformes de la famille des viverridés.
Cette sous-famille a été créée par John Edward Gray (1800-1875) en 1821.

## Liste des genres
Selon ITIS (19 mai 2025) :
- genre Civettictis Pocock, 1915
  - Civettictis civetta - civette africaine
- genre (Galerella Gray, 1865 ) - traditionnellement classé dans les Herpestidae
- genre Genetta (genettes) 
  - Genetta abyssinica
  - Genetta angolensis - genette d'Angola
  - Genetta genetta - genette d'Europe
  - Genetta johnstoni
  - Genetta maculata 
  - Genetta servalina  - genette servaline
  - Genetta thierryi
  - Genetta tigrina - genette tigrine
  - Genetta victoriae - genette géante
- genre Osbornictis
  - Osbornictis piscivora - genette aquatique
- genre (Parahyaena Hendey, 1974) - traditionnellement classé dans la famille des Hyenidae
- genre Poiana
  - Poiana richardsonii - poiane
- genre Prionodon
  - Prionodon linsang 
  - Prionodon pardicolor  - linsang tacheté
- genre Viverra (civettes) Linnaeus, 1758
  - Viverra civettina - civette d'Afrique
  - Viverra megaspila
  - Viverra tangalunga
  - Viverra zibetha
- genre Viverricula  Hodgson, 1838
  - Viverricula indica

## Taxonomie
Le nom valide complet (avec auteur) de ce taxon est Viverrinae Gray, 1821.